# Hawes (Schiff)
Die USS Hawes (FFG-53) ist eine Fregatte der United States Navy und gehörte der Oliver-Hazard-Perry-Klasse. Sie wurde nach Konteradmiral Richard E. Hawes benannt.

## Geschichte
FFG-53 wurde 1981 in Auftrag gegeben und 1983 bei Bath Iron Works auf Kiel gelegt. Im Februar 1984 lief die Fregatte vom Stapel und wurde getauft. Ein Jahr später folgte die Indienststellung in die Flotte der US Navy.
1987 befuhr die Hawes während der Operation Earnest Will den Persischen Golf, um Tanker vor Angriffen im Iran-Irak-Krieg zu beschützen. 1992 fuhr die Fregatte in europäischen Gewässern, unter anderem während der multilateralen Übung BALTOPS in der Ostsee.
2000 war die Hawes, als Geleitschutz der George Washington im Mittelmeer und im Indischen Ozean. Nach dem Terroranschlag auf den Zerstörer Cole war die Hawes eines der ersten US-Schiffe, die den Hafen von Aden erreichten, um die Cole zu unterstützen. 2005 verlegte das Schiff mit Mahan und Mitscher in den Persischen Golf, wo sie Übungen mit mehreren alliierten Marinen durchführte. 2009 verbrachte die Hawes sechs Monate in der Karibik, um dort Drogenschmuggler abzufangen.
Am 10. Dezember 2010 wurde die Hawes außer Dienst gestellt. Sie wird als Teilelager für Schwesterschiffe in der Inactive Ships Maintenance Facility in Philadelphia ausgeschlachtet.